# Российская Советская Федеративная Социалистическая Республика
Росси́йская Сове́тская Федерати́вная Социалисти́ческая Респу́блика (аббрев. РСФСР; также употреблялось сокращение Росси́йская СФСР, Росси́йская Федера́ция) — союзная республика в составе СССР (1922—1991).
Социалистическое российское государство, существовавшее в период между Октябрьской революцией 1917 года и образованием СССР в 1922 году, было образовано 25 октября (7 ноября) 1917 после свержения Временного правительства. До принятия конституции 19 июля 1918 года единого названия российского государства не существовало, с 19 июля 1918 года официально именовалось Росси́йская Социалисти́ческая Федерати́вная Сове́тская Респу́блика (упоминания этого названия встречаются с февраля 1918 года). Название Российская Советская Федеративная Социалистическая Республика было введено Конституцией СССР 1936 года и Конституцией РСФСР 1937 года. Наряду с иными официальными названиями, в советский период также использовались такие неофициальные названия, как Российская Федерация и Россия.
После образования в 1922 году СССР и по 1991 год РСФСР — суверенная союзная республика в составе СССР. Была самой крупной по площади, населению и экономической мощи; на её долю приходилось 3⁄4 территории и свыше 1⁄2 населения, 2⁄3 промышленной и около 1⁄2 сельскохозяйственной продукции СССР.
25 декабря 1991 года официальное название государства было изменено на Российская Федерация (аббрев. РФ, Россия). 26 декабря, в связи с прекращением существования Союза ССР и принятием Советом Республик Верховного Совета СССР соответствующей декларации, Российская Федерация стала его государством-продолжателем и правопреемником.

## История

### Установление республики в России
В результате Февральской революции в России к власти одновременно пришли Временное правительство и Советы рабочих, солдатских и крестьянских депутатов. Были созданы Петроградский совет рабочих и солдатских депутатов и Советы на местах (Советы рабочих и солдатских депутатов, Советы крестьянских депутатов), а 27 февраля (12 марта) 1917 года был образован Временный исполнительный комитет Государственной думы. 1 (14) марта 1917 г. исполком Петроградского совета заключил с Временным комитетом Государственной думы соглашение об образовании Временного правительства.
2 (15) марта 1917 года Николай II отрёкся от престола за себя и своего сына в пользу Михаила Александровича, но Михаил на следующий день передал всю власть Временному правительству до созыва Учредительного собрания, которое должно было решить вопрос о форме правления. Формально при откладывании вопроса о форме правления до Учредительного собрания возвращение монархии не исключалось.
В стране установилось двоевластие. Однако, 8 (21) июля А. Ф. Керенский (товарищ (заместитель) председателя Петроградского Совета рабочих и солдатских депутатов, а также министр юстиции, военный и морской министр) сменил Георгия Львова на посту министра-председателя, а 9 (22) июля ЦИК Советов рабочих и солдатских депутатов и Исполком Всероссийского Совета крестьянских депутатов объявили о признании неограниченных полномочий Временного правительства. Власть в стране полностью перешла к Временному правительству.
По решению правительства 1 (14) сентября 1917 года Россия официально объявлялась республикой. 24 октября (6 ноября) того же года Временный совет Российской республики (до 2 (15) октября 1917 — Всероссийский демократический совет) отказал в доверии Председателю Временного правительства Александру Керенскому, когда тот потребовал полной поддержки действий правительства, оценивая положение в Петрограде 24 октября (6 ноября) как «состояние восстания».

### Образование РСФСР
В ходе Октябрьской революции 25 октября (7 ноября) 1917 года на территории Российской республики Постановлением II-го Всероссийского Съезда Советов была провозглашена Российская Советская Республика.
С 10 (23) января по 18 (31) января 1918 года, после роспуска 6 (19) января 1918 года Учредительного собрания, в Петрограде прошёл III съезд Советов, на котором 18 (31) января 1918 г. утверждена, написанная В. И. Лениным и принятая ВЦИК 3 (16) января 1918 года, «Декларация прав трудящегося и эксплуатируемого народа», провозгласившая:

1. Россия объявляется Республикой Советов рабочих, солдатских и крестьянских депутатов. Вся власть в центре и на местах принадлежит этим Советам.
 2. Российская Советская Республика учреждается на основе свободного союза свободных наций как федерация Советских национальных республик.
Таким образом, Декларация преобразовала российское унитарное государство в федерацию. Советская Россия, называемая также в различных официальных документах того времени Россия, Российская республика, Российская Федеративная республика, Советская Республика России, Российская Советская Республика — после февраля 1918 года стала чаще именоваться Российской Социалистической Федеративной Советской Республикой и Российской Федеративной Советской Республикой.
К февралю 1918 года в целом завершился процесс установления советской власти на территории бывшей Российской империи, за исключением районов, оккупированных австро-германскими войсками в ходе интервенции. Столицей России 12 марта 1918 года стала Москва (до этого — Петроград), позже — столицей СССР.
В ночь с 16 по 17 июля под Екатеринбургом были расстреляны отрёкшийся ранее от престола российский император Николай II и его семья.
В период с октября 1917 по июль 1918 года социалистическое государство было закреплено слабо. До 20 апреля 1918 года отсутствовал официально утверждённый государственный флаг, до 19 июля — Конституция, герб и единое именование страны. Часто на одной и той же территории одновременно действовало несколько советов «рабочих», «солдатских» или «крестьянских» депутатов и иных революционных органов власти, которые часто игнорировали решения друг друга. На местах — в ряде отдельных губерниях и национальных областей — было развито сепаратистское движение.

#### Принятие Конституции РСФСР

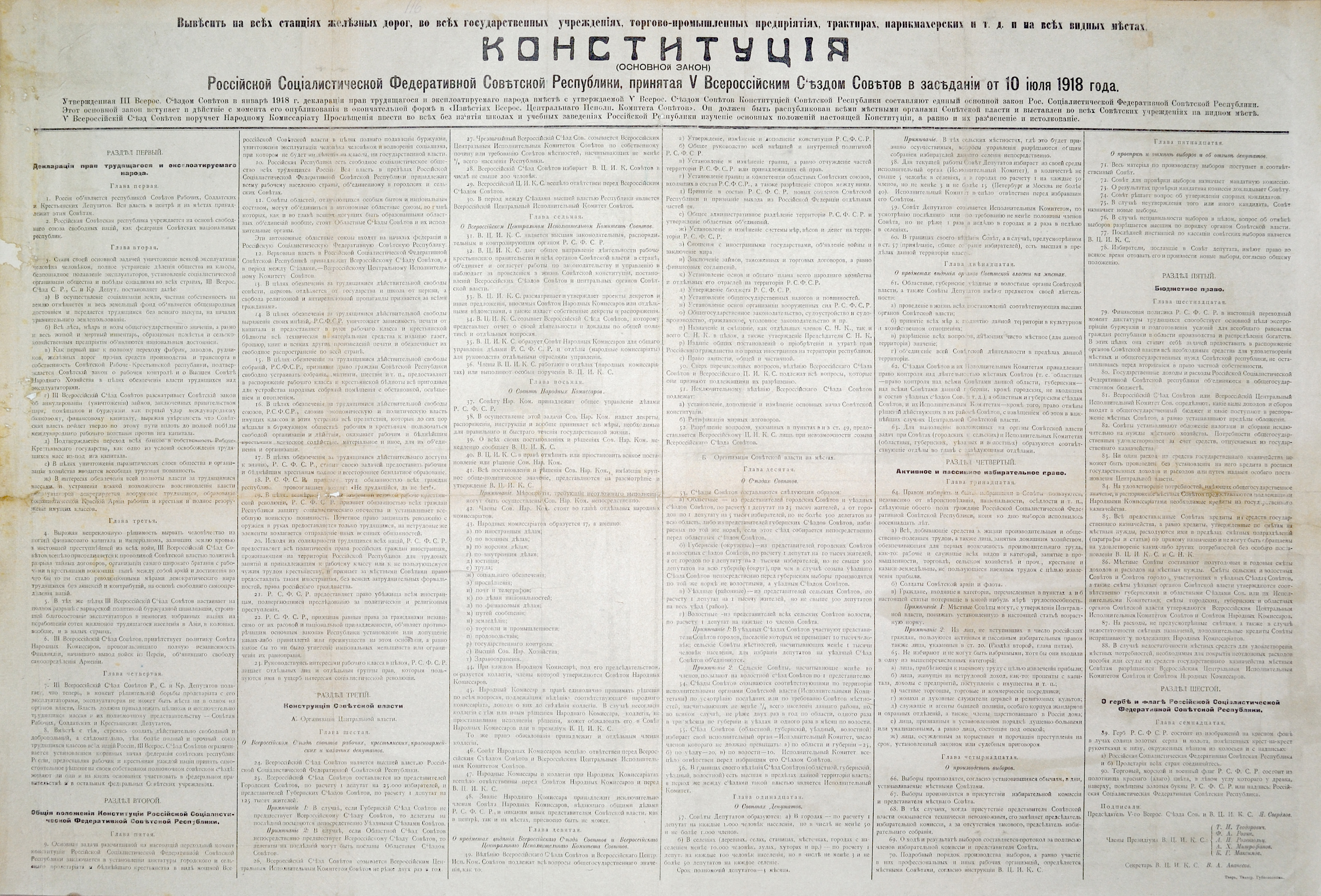
Конституция РСФСР 1918 года

Декларация прав трудящегося и эксплуатируемого народа, среди прочего определявшая Россию как федерацию национальных республик, закреплявшая возможность республикам в составе России самостоятельно принимать решения на своих съездах и устанавливавшая центральную и региональную власть за Советами рабочих, солдатских и крестьянских депутатов, около полугода выполняла потенциальные функции Конституции Советской России. В силу того, что, в частности, революция не охватила страну полностью, началась гражданская война, ряд территории бывшей Российской империи был оккупирован, вопрос об утверждении конституции не решался.
III Всероссийский съезд Советов, проходивший в январе 1918 года, поручил ВЦИК разработать основные положения конституции Советской России, а в марте 1918 года руководство Коммунистической партии поручило председателю ВЦИК Я. М. Свердлову организовать комиссию для разработки конституции. В созданную в апреле 1918 года комиссию вошли ряд членов ВЦИК, представителей наркоматов, эсеры.
Работа комиссии проходила в обстановке дискуссий и споров, в частности, об устройстве Советской России как федерации. ВЦИК поручила подготовить доклады об устройстве Российской Республики наркому по делам национальностей И. В. Сталину и профессору М. А. Рейснеру. Рейснер в своём докладе исключил национальный признак в федеративном устройстве и обозначил принцип деления РСФСР на административные единицы, а идея доклада Сталина заключалась в строительстве федерации на национально-территориальном принципе. Проект Сталина большинством голосов членов комиссии был принят.
Во второй половине апреля комиссия ВЦИК приняла решения по основным разделам Конституции и, разбившись на подкомиссии, стала работать над отдельными разделами. К июню 1918 года ВЦИК, параллельно с Народным комиссариатом юстиции, подготовила большую часть разделов проекта Конституции. Кроме того, В. И. Ленин внёс свои замечания в проект основного закона относительно свобод граждан.
3 июля 1918 года проект основного закона был опубликован в «Известиях ВЦИК». На V Всероссийском съезде Советов была создана комиссия по рассмотрению проекта конституции. 10 июля 1918 года на съезде с замечаниями проект конституции был единогласно принят. Президиуму ВЦИК надлежало окончательно доработать Конституцию и ввести в действие. 19 июля 1918 года итоговый текст Конституции был опубликован в печати и с этого момента вступил в силу.
Конституция РСФСР 1918 года закрепила название российского государства — Российская Социалистическая Федеративная Советская Республика, установила всю власть в России за всем рабочим населением, определила равные права за гражданами независимо от национальной и половой принадлежности, закрепила свободу слова, совести, печати. На конституционном уровне был установлен принцип отделения церкви от государства, уменьшено ментальное влияние церкви на граждан, отменено обязательное церковное воспитание. Декларация прав трудящегося народа от января 1918 года была полностью включена в Конституцию и в том числе определила советское федеративное устройство. Были определены структура власти РСФСР, полномочия высших органов власти России — Всероссийский съезд Советов, ВЦИК, Совнарком — и принципы взаимодействия их с областной властью.

#### Международное признание
18 (31) декабря 1917 года произошёл первый после Октябрьской революции межгосударственный контакт на уровне глав правительств, когда Советом народных комиссаров — правительством России во главе с В. И. Лениным была признана независимость от России Финляндской Республики, возглавляемой в то время председателем правительства Пером Эвиндом Свинхувудом.
3 марта 1918 года заключён Брестский мир между Советской Россией и странами Центральных держав, обеспечивший выход России из Первой мировой войны, вызвавший мировой резонанс.

### РСФСР в составе СССР

#### Образование СССР
30 декабря 1922 года I Съезд Советов утвердил Декларацию и Договор об образовании СССР, по которому РСФСР, УССР, БССР и Закавказская СФСР объединялись в единое государство — Советский Союз. Позднее договор был включён в Конституцию СССР 1924 года, принятую 31 января 1924 года II съездом Советов СССР.
В статье третьей Конституции РСФСР 1925 года указывалось:

Согласно воле народов Российской Социалистической Федеративной Советской Республики, принявших решение на Х Всероссийском Съезде Советов об образовании Союза Советских Социалистических Республик, Российская Социалистическая Федеративная Советская Республика, входя в состав Союза Советских Социалистических Республик, передаёт Союзу полномочия, отнесённые, в соответствии со ст. 1 Конституции Союза Советских Социалистических Республик, к ведению органов Союза Советских Социалистических Республик.

РСФСР в 1922—1924 годах

РСФСР в 1924—1929 годах

РСФСР в 1929—1936 годах

РСФСР в 1936—1940 годах

РСФСР в 1940—1944 годах

Как до, так и после вхождения в состав СССР границы РСФСР неоднократно менялись. Осенью 1924 года было проведено «национально-государственное размежевание» в Средней Азии, в результате которого из Туркестанской АССР, входившей в состав РСФСР, а также Бухарской и Хорезмской ССР были образованы Узбекская и Туркменская ССР, Таджикская АССР (с 1937 года — Таджикская ССР) и Кара-Калпакская АО в составе РСФСР (с 1937 года — Кара-Калпакская АССР в составе УзССР). Таким образом, южной границей РСФСР в Азии стала современная граница Казахстана и Кыргызстана со среднеазиатскими государствами.

#### 1930-е
В результате голода в СССР начала 1930-х годов пострадали многие регионы РСФСР (Поволжье, Центрально-Чернозёмная область, Северный Кавказ, Урал, Крым, часть Западной Сибири, Казахская АССР.
5 декабря 1936 года значительно уменьшилась территория РСФСР, так как с принятием новой конституции СССР Казахская АССР и Киргизская АССР были преобразованы в Казахскую и Киргизскую союзные республики, а Кара-Калпакская АССР была передана в состав Узбекской ССР.
Конституция СССР 1936 года и Конституция РСФСР 1937 года изменили порядок слов в названии республики на Российская Советская Федеративная Социалистическая Республика.

#### 1940-е
В 1940 году после советско-финской войны, завершившейся подписанием 12 марта 1940 года Московского мирного договора, была изменена советско-финская граница, установленная Тартуским мирным договором между РСФСР и Финляндией 1920 года.
31 марта 1940 года на VI сессии Верховного Совета СССР был принят закон о передаче Карельской АССР части перешедших от Финляндии территорий — севера Карельского перешейка и Северного Приладожья, а также о выводе КАССР из состава РСФСР и преобразовании её в Карело-Финскую ССР. Южная часть Карельского перешейка была включена в состав РСФСР (Ленинградской области).
Во время Великой Отечественной войны 1941—1945 годов западные республики Союза ССР и часть западной территории РСФСР были оккупированы войсками Германии и её союзников (при этом в оккупированных областях развернулось массовое партизанское движение). На территории страны произошли крупнейшие сражения войны (Московская, Сталинградская, Курская и другие битвы). Россия стала основной базой военного производства (Урал, Западная Сибирь, Поволжье).
В 1944 году в состав РСФСР вошла Тувинская АО (до этого — независимая Тувинская Народная Республика). В том же году к РСФСР были также присоединены Карельский перешеек с Выборгом и Пыталовский район, а в январе 1945 года — Печорский район.
После окончания Великой Отечественной войны отошли к Советскому Союзу и были включены в состав РСФСР:
- на основании перемирия в войне с Финляндией 1944 года и по мирному договору 1947 года — Печенгская область (Петсамо),
- по решениям Ялтинской конференции 1945 года — Южный Сахалин и Курильские острова,
- по решениям Потсдамской конференции 1945 года — северная часть Восточной Пруссии (с 1946 года — Калининградская область) с Кёнигсбергом (с 1946 года — Калининград).

Во второй половине 1940-х годов РСФСР восстанавливала разрушенные войной города и поселения, инфраструктуру, промышленность и сельское хозяйство (она также оказала большую помощь в возрождении и развитии экономики Украины, Белоруссии, Молдавии, прибалтийских республик). Общая сумма прямого ущерба, нанесённого народному хозяйству и гражданам РСФСР, в ценах тех лет составила 249 млрд рублей (по всему СССР — 679 млрд рублей).

#### 1950-е
В 1950-е границы РСФСР претерпевают последние значительные изменения.
26 апреля 1954 года «в честь 300-летия воссоединения Украины и России» Украинской ССР из состава РСФСР передана Крымская область.
29 мая 1954 года «в ознаменование 300-летия воссоединения Украины с Россией и отмечая выдающиеся успехи русского народа и всех народов Российской Федерации в государственном, хозяйственном и культурном строительстве» республика награждена орденом Ленина.
16 июля 1956 года Карело-Финская ССР преобразована обратно в Карельскую АССР в составе РСФСР.
Часть территорий РСФСР на границе с Казахской ССР передана последней.
5 ноября 1958 года «за крупные успехи, достигнутые трудящимися Российской Советской Федеративной Социалистической Республики в увеличении производства зерна, сахарной свеклы и других продуктов сельского хозяйства, и продаж государству в 1958 году 1 миллиарда 930 миллионов пудов хлеба» республика награждена орденом Ленина.

#### 1970-е
12 апреля 1978 года на внеочередной VII сессии Верховного Совета РСФСР девятого созыва была принята новая конституция РСФСР.

#### 1990-е

Национальный флаг РСФСР с 24 августа 1991 года, государственный флаг РСФСР с 1 ноября 1991 года

В 1989 году в ходе перестройки и демократизации в СССР произошли первые свободные выборы народных депутатов СССР, а в 1990 — выборы народных депутатов РСФСР.
В 1990 году 2/3 россиян (66 %) считали свою страну бедной и только каждый четвёртый (24 %) считал Россию богатой страной.
29 мая 1990 года с третьей попытки и с перевесом в три голоса Б. Н. Ельцин избран Председателем Верховного Совета РСФСР.
Попытки реформирования советской системы привели к углублению кризиса в стране. На политической арене этот кризис выразился как противостояние Президента СССР Горбачёва и Президента РСФСР Ельцина. Ельцин активно пропагандировал лозунг о необходимости суверенитета РСФСР.
12 июня 1990 года Съезд народных депутатов РСФСР принял Декларацию о государственном суверенитете РСФСР, что положило начало параду суверенитетов.
17 марта 1991 года одновременно со всесоюзным референдумом о сохранении СССР был проведён всероссийский референдум о посте президента РСФСР, по итогам которого была введена должность президента республики.
12 июня 1991 года Б. Н. Ельцин был избран президентом РСФСР на всенародном голосовании.
20 июля 1991 года был издан указ президента РСФСР № 14, запрещающий деятельность политических объединений в органах исполнительной власти («органах государственного управления») РСФСР, республик в её составе, исполнительных комитетах Советов народных депутатов всех уровней, в государственных учреждениях, организациях, концернах и на предприятиях, расположенных на территории РСФСР, независимо от их подчинённости.
18 августа 1991 год консервативным крылом высокопоставленных лиц из Советского правительства и ЦК КПСС был создан Государственный комитет по чрезвычайному положению (ГКЧП). В СССР было объявлено чрезвычайное положение. Ввод военных подразделений и танков в Москву. 19 августа 1991 Президент РСФСР и правительство РСФСР сделали обращение «К гражданам России», в котором действия ГКЧП характеризуются как государственный переворот, и содержится призыв к населению дать отпор «гэкачепистам». Начало массовых митингов и демонстраций в Москве и Ленинграде. В ходе трёхдневного противостояния между советским руководством, образовавшим ГКЧП и руководством РСФСР во главе с Президентом РСФСР Ельциным стало ясно, что армия не будет выполнять приказы ГКЧП. Столкнувшись с акциями протеста и массовым сопротивлением москвичей, переходом некоторых воинских частей на сторону защитников Белого дома, ГКЧП выводит 21 августа из Москвы войска и танки, что и стало его поражением. 22 августа 1991 года члены ГКЧП были арестованы, а руководство РСФСР, президент Ельцин и Верховный Совет РСФСР одерживают победу. После поражения ГКЧП и ареста его членов 22 августа 1991 года, «союзный центр» в лице Президента СССР Горбачёва стал стремительно терять власть, с конца августа начался демонтаж союзных политических и государственных структур.
23 августа, после самороспуска ГКЧП, Б. Н. Ельцин в присутствии президента СССР М. С. Горбачёва подписал указ о приостановлении действия КП РСФСР на территории России.
23 августа подписан и опубликован Указ Президента РСФСР Б. Н. Ельцина «Об обеспечении экономической основы суверенитета РСФСР», предусматривавший передачу РСФСР всех предприятий и организаций союзного значения, находившихся на её территории, за исключением тех, управление которыми передано по российским законам органам СССР.
24 августа, в связи с участием членов Кабинета Министров СССР в деятельности ГКЧП, Совет Министров РСФСР во главе с И. С. Силаевым предложил Президенту СССР М. С. Горбачёву расформировать союзное правительство. Правительство РСФСР отказывалось выполнять распоряжения союзного правительства до формирования его нового состава. Совет Министров РСФСР объявил, что возлагает на себя руководство министерствами и ведомствами СССР, подведомственными им объединениями, предприятиями и организациями, расположенными на территории РСФСР. Должностным лицам министерств и ведомств СССР было указано руководствоваться в своей деятельности решениями Совета Министров РСФСР и указаниями уполномоченных членов Правительства РСФСР.
М. С. Горбачев вынужден был поставить перед Верховным Советом СССР вопрос о доверии правительству СССР и в этот же день, 24 августа, распустил Кабинет Министров СССР.
24 августа 1991 года М. С. Горбачёв сложил с себя полномочия Генерального секретаря ЦК КПСС и предложил ЦК КПСС самораспуститься.
25 августа 1991 года Ельцин издаёт указ, на основании которого всё принадлежащее КПСС и КП РСФСР недвижимое и движимое имущество, включая денежные и валютные счета, становились государственной собственностью РСФСР.
28 октября — 2 ноября 1991 — продолжил работу V (внеочередной) Съезд народных депутатов РСФСР. В программном докладе на V Съезде народных депутатов РСФСР 28 октября 1991 Б. Н. Ельцин провозгласил программу радикальных экономических реформ, целью которых был переход к рыночной экономике с 1 января 1992 года. На Съезде избран Председатель Верховного Совета РСФСР — Р. И. Хасбулатов и его заместители. Принято постановление о социально-экономическом положении в РСФСР, одобрившее принципы радикальной экономической реформы и предоставившее Президенту Б. Н. Ельцину дополнительные полномочия для её осуществления. Уже на первом этапе реформ в 1991—1992 годах были проведены либерализация цен, малая приватизация, введена свобода торговли.
1 ноября 1991 года Съезд народных депутатов РСФСР принял решение о введении годичного моратория на назначение и проведение новых выборов всех уровней и разрешил Президенту назначать глав администраций а также утвердил государственным флагом РСФСР бело-лазорево-алый флаг, внеся поправку в ст. 181 Конституции РСФСР. Также из Конституции были исключены упоминания о социализме и плановой экономике.
6 ноября 1991 года указом Президента РСФСР Б. Н. Ельцина КПСС и КПРСФСР были запрещены на территории РСФСР.
8 декабря 1991 года в Вискулях (Брестская область, Белорусская ССР) президентом РСФСР и председателями Верховных Советов Белорусской и Украинской ССР было подписано Соглашение о создании Содружества Независимых Государств" (известное как Беловежское соглашение). В документе, состоявшем из Преамбулы и 14 статей, констатировалось, что Союз ССР прекратил своё существование как субъект международного права и геополитической реальности. Однако, основываясь на исторической общности народов, связях между ними, учитывая двусторонние договоры, стремление к демократическому правовому государству, намерение развивать свои отношения на основе взаимного признания и уважения государственного суверенитета, стороны договорились об образовании Содружества Независимых Государств.
12 декабря соглашение было ратифицировано Верховным Советом РСФСР большинством голосов: «за» — 188 голосов, «против» — 6 голосов, «воздержались» — 7. Законность данной ратификации вызвала сомнение у некоторых членов российского парламента, так как по Конституции РСФСР 1978 года рассмотрение данного документа находилось в исключительном ведении Съезда народных депутатов РСФСР, поскольку он затрагивал государственное устройство республики как части Союза ССР и тем самым влёк за собой изменения в российскую конституцию.
12 декабря 1991 года Верховный Совет РСФСР денонсировал Договор об образовании СССР 1922 года и отозвал российских депутатов из Верховного Совета СССР. В этот день Советская Россия вышла из состава Советского Союза в момент голосования народных депутатов РСФСР за Постановление о денонсации Союзного договора 1922 года об образовании СССР. Ряд юристов считает, что денонсация союзного договора была бессмысленной, так как он утратил силу в 1924 году с принятием первой конституции СССР. В сентябре 1992 года группа народных депутатов РСФСР во главе с Сергеем Бабуриным направила в Конституционный суд Российской Федерации ходатайство о проверке конституционности постановлений Верховного Совета РСФСР от 12 декабря 1991 года «О ратификации Соглашения о создании Содружества Независимых Государств» и «О денонсации Договора об образовании СССР». Это обращение так и не было рассмотрено.
24 декабря 1991 года было прекращено членство СССР в Организации Объединённых Наций — место СССР заняла РСФСР (Российская Федерация), к которой также перешли права постоянного члена Совета Безопасности ООН.
25 декабря 1991 года Верховный Совет РСФСР переименовал РСФСР в Российскую Федерацию (Россию). По нему в течение 1992 года было разрешено использовать название РСФСР в официальном делопроизводстве (бланки, печати и штампы). Последующие законы стали именоваться законами Российской Федерации, при этом порядок нумерации сохранялся.
25 декабря 1991 в 19 часов 38 минут Президент СССР М. С. Горбачев ушёл в отставку и над Кремлём произошла символическая смена флага СССР на российский триколор. Этот акт символизировал окончательное прекращение существования Советского Союза как субъекта международного права и геополитической реальности.
26 декабря 1991 Совет Республик Верховного Совета СССР (образованный Законом СССР от 05.09.1991 № 2392-I, но не предусмотренный Конституцией СССР), — из которого на тот момент не были отозваны только представители Казахстана, Кыргызстана, Узбекистана, Таджикистана и Туркменистана, принял под председательством народного депутата Казахской ССР А. Алимжанова декларацию № 142-Н о прекращении существования СССР в связи с образованием СНГ, ошибочно в ней указав, что высший государственный орган Российской Федерации (РСФСР) — Съезд народных депутатов ратифицировал соглашение о создании СНГ.
После прекращения существования СССР 26 декабря 1991 года Российская Федерация (РСФСР) стала независимым государством и была признана международным сообществом как государство-правопреемник СССР. В конце 1991 года Россия была страной без границ, вооружённых сил, национальной валюты, таможни, собственных органов государственного управления.
26 декабря председатель российского Конституционного суда Валерий Зорькин заявил, что решение парламента России об изменении названия республики не соответствует конституционным нормам, поскольку принимать такое решение мог только Съезд народных депутатов РСФСР, так как изменение названия республики влекло за собой поправки в российскую конституцию).
21 апреля 1992 года Съезд народных депутатов поддержал переименование РСФСР в Российскую Федерацию, внеся соответствующие поправки в Конституцию, которые вступили в силу 16 мая 1992 года с момента опубликования в «Российской газете». До 25 декабря 1993 года, согласно ст. 71 Конституции 1978 года, в названии трёх республик, входящих в состав Российской Федерации (РСФСР), оставались слова «советская социалистическая»: Дагестанская ССР, Мордовская ССР и Северо-Осетинская ССР.
Также до декабря 1993 года сохранялась государственная символика с названием РСФСР: на бланках документов использовался герб с надписью «РСФСР» (несмотря на малое изменение герба законом от 21 апреля 1992 года); в Положение о Государственном гербе РСФСР изменения внесены не были и оно предусматривало герб 1978 года (с надписью «РСФСР»).
Название «Российская Федерация» как сокращение от РСФСР нередко употреблялось и до распада Советского Союза, как, например, Закавказская Федерация для ЗСФСР.
В апреле 1992 года VI Съезд народных депутатов РСФСР трижды отказался ратифицировать Беловежское соглашение и исключить из текста российской конституции упоминание о конституции и законах СССР, что впоследствии стало одной из причин противостояния Съезда народных депутатов с президентом Ельциным и в дальнейшем привело к роспуску Съезда в октябре 1993 года. Конституция СССР и законы СССР продолжали упоминаться в статьях 4 и 102 Конституции Российской Федерации — России (РСФСР) 1978 года вплоть до 25 декабря 1993 года, когда вступила в силу принятая всенародным голосованием Конституция Российской Федерации, не содержавшая упоминания о Конституции и законах Союза ССР.

### Россия в 1991—1993 годах
2 января 1992 года с Либерализации цен в России начались либеральные реформы. Был сделан первый шаг на пути от плановой к рыночной экономике — осуществлена либерализация цен и торговли. Была начата земельная реформа. 29 января 1992 года президент РФ Борис Ельцин подписал Указ о свободе торговли. В соответствии с этим указом предприятиям независимо от форм собственности и гражданам было предоставлено право осуществлять торговую, посредническую и закупочную деятельность без специальных разрешений. Летом 1992 года началось осуществление программы приватизации. К тому времени в результате проведённой либерализации цен российские предприятия остались практически без оборотных средств. Реформаторы стремились провести приватизацию максимально быстро, потому что главной целью приватизации они видели не создание эффективной системы хозяйствования, а формирование слоя собственников как социальной опоры реформ. «Обвальный» характер приватизации предопределил её практически бесплатный характер и массовые нарушения законодательства.

В 1992—1993 годах в ходе реформ в России произошло создание и развитие новых российских государственных институтов: создана российская армии, произошло взятие под контроль и упорядочение государственной границы России, создание таможенной службы, перестройка налоговой службы, проведение административной реформы, создание Совета безопасности России, развитие судебной системы, в первую очередь, арбитража.
В мае 1991 года республики в составе РСФСР перестали быть автономными, а спустя год некоторые автономные округа приобрели статус республик.
В течение 1992 года происходило переименование многих регионов, а также обновление самой федеративной структуры России.
31 марта 1992 года российские республики, за исключением Татарстана и Чечено-Ингушетии («Ичкерии»), руководствуясь Декларацией о государственном суверенитете РСФСР подписали «Договор о разграничении предметов ведения и полномочий между федеральными органами государственной власти Российской Федерации и органами власти суверенных республик в составе Российской Федерации». Это было необходимо для урегулирования конфликта между общероссийским законодательством и декларациями о государственном суверенитете республик в составе Российской Федерации. Специальным протоколом к договору оговаривалось, что республики должны были быть представлены в одной из палат высшего законодательного органа России не менее чем 50 процентами мест.
В тот же день были подписаны «Договор о разграничении предметов ведения и полномочий между федеральными органами государственной власти Российской Федерации и органами власти краёв, областей, городов Москвы и Санкт-Петербурга Российской Федерации» и «Договор о разграничении предметов ведения и полномочий между федеральными органами государственной власти Российской Федерации и органами власти автономной области, автономных округов в составе Российской Федерации».
Все три договора вместе именовались федеративными договорами. Он был утверждён Постановлением Съезда народных депутатов РФ от 10 апреля 1992 года «О Федеративном договоре». Законом РФ от 21 апреля 1992 года № 2708-I «Об изменениях и дополнениях Конституции (Основного Закона) Российской Советской Федеративной Социалистической Республики» положения Федеративного договора были включены в конституцию. Данные положения ввели основные принципы федерализма в России, но вместе с тем закрепили её асимметричный характер — российские регионы различных категорий различались в своих правах; так, например, правом издавать законы обладали исключительно республики.
C 26 июля по 7 августа 1993 года была проведена конфискационная денежная реформа, в ходе которой из денежного обращения России были изъяты казначейские билеты Госбанка СССР. Реформа также решала задачу по разделению денежных систем России и других стран СНГ, использовавших рубль в качестве платёжного средства во внутреннем денежном обороте.
4 октября 1993 года произошёл силовой разгон Съезда народных депутатов и Верховного Совета РФ. После этого последовало издание ряда указов президента, в соответствии с которыми нижестоящие Советы народных депутатов были распущены или преобразованы в региональные и муниципальные парламенты, тем самым остатки советской системы власти, утверждённой в 1917 году, были окончательно упразднены.
12 декабря 1993 года принята Конституция Российской Федерации, установившая новые основы построения российской государственности, получал практическую реализацию принцип разделения властей, все российские регионы получали статус равноправных субъектов федерации.

### Действие законодательства СССР в Российской Федерации

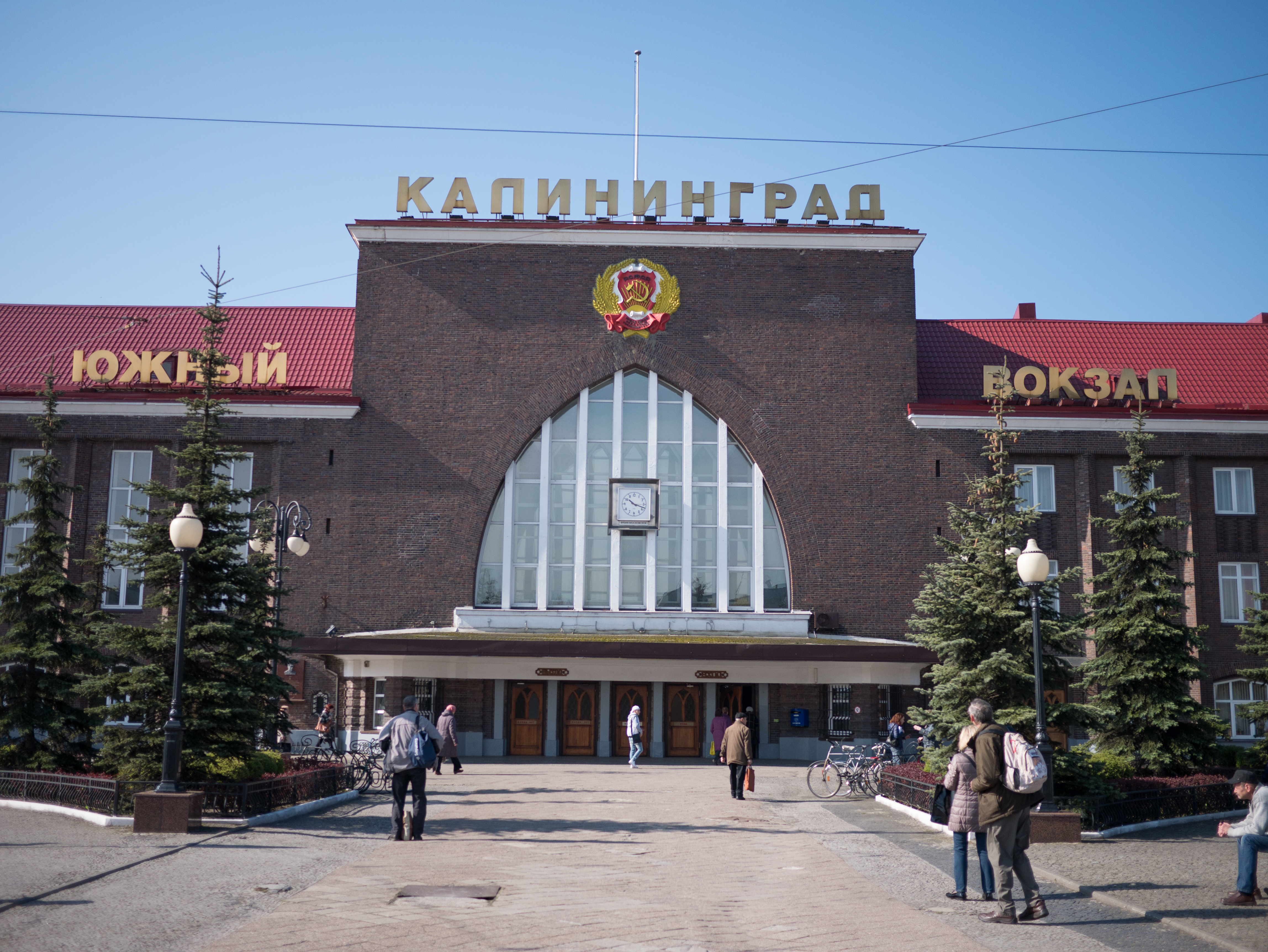
Герб РСФСР на фасаде Южного вокзала в Калининграде

В настоящее время на территории России продолжают действовать многочисленные акты министерств и ведомств СССР затрагивающих как рядовых граждан, так и организации (ПУЭ, СНиПы и т. д.).
Соглашение о создании Содружества Независимых Государств предусматривало, что на территориях подписавших его государств не допускается применение норм третьих государств, в том числе бывшего Союза ССР. При ратификации соглашения было установлено, что для реализации этих положений до принятия соответствующих законодательных актов РСФСР нормы бывшего Союза ССР применяются в части, не противоречащей Конституции РСФСР и законодательству РСФСР.
Законы и иные акты высших органов государственной власти СССР, указы и другие акты Президента СССР, акты Совета Министров СССР, министерств и ведомств СССР, принятые в пределах полномочий, переданных Российской Федерацией Союзу ССР действуют на территории РСФСР непосредственно до приостановки. Остальные акты требуют ратификации или подтверждения Российской Федерацией.
Функции непосредственного управления организациями, предприятиями и учреждениями на территории РСФСР было дано право осуществлять следующим ведомствам Союза ССР:
- Министерство обороны СССР;
- КГБ СССР;
- Министерство гражданской авиации СССР;
- Министерство путей сообщения СССР;
- Министерство морского флота СССР;
- Министерство связи СССР;
- Министерство энергетики и электрификации СССР (кроме капитального строительства);
- Министерство атомной энергетики и промышленности СССР;
- оборонные отрасли промышленности и космонавтики в части заказов Минобороны СССР и союзных программ[62].

Конституция 1993 года в 71 статье отнесла эти области деятельности к ведению Российской Федерации.
В настоящее время в России отдельные правовые акты СССР продолжают действовать. Ежегодно с 2011 года организуется работа по инкорпорации в законодательство Российской Федерации или по признанию недействующими правовых актов СССР на территории Российской Федерации.

## Государственный строй
До 1990 года де-юре высшим должностным лицом в РСФСР являлся Председатель Президиума Верховного Совета (до 1937 года — Всероссийского центрального исполнительного комитета) РСФСР, осуществлявший только номинальные функции. При этом в отличие от других союзных республик в РСФСР до 1990 года отсутствовала собственная коммунистическая партия и не было собственных первых секретарей, которые в других республиках обладали относительно самостоятельной властью.

### Всероссийский Съезд Советов
Созданный ещё до образования СССР Съезд Советов РСФСР провозглашался Конституцией РСФСР 1918 года «высшей властью Российской Социалистической Федеративной Советской Республики». Статья 25 этой конституции устанавливала непрямое формирование Съезда («Всероссийский Съезд Советов составляется из представителей городских Советов, по расчёту 1 депутат на 25 000 избирателей, и представителей губернских Съездов Советов, по расчёту 1 депутат на 125 000 жителей»).
В соответствии со статьёй 49 Съезду и ВЦИК принадлежало ведение «всех вопросов общегосударственного значения», к которым относилось: утверждение, изменение и дополнение Конституции РСФСР; общее руководство всей внешней и внутренней политикой РСФСР; изменение её границ, установление границ и компетенции областных Советских союзов, разрешение споров между ними; вопросы присоединения и сецессии субъектов РСФСР (последнее позже было отменено в 1925 году); вопросы административного деления; установление системы единиц и валюты РСФСР; право амнистии и ряд других вопросов. К исключительному ведению Съезда (ст. 51) было отнесено: утверждение, изменение и дополнение основных начал (то есть основ государственного строя, утверждённых в Декларации прав трудящегося и эксплуатируемого народа и статьях 9-12 раздела пятого, а также норм о правах трудящихся (статьи 13-23 того же раздела)), а также ратификация международных договоров РСФСР.
Согласно Конституции 1925 года, установление, дополнение и изменение основных начал Конституции РСФСР и окончательное утверждение частичных дополнений и изменений Конституции РСФСР, принятых сессиями ВЦИК советов в период между Всероссийскими съездами советов", а также утверждение и изменение конституций автономных республик относилось к исключительному ведению Съезда. К совместному ведению Съезда и ВЦИК Конституция 1925 года относила:
а) общее руководство всей политикой и народным хозяйством РСФСР;
б) утверждение решений съездов советов отдельных национальностей о выделении их в автономные советские социалистические республики и области, установление границ автономных советских социалистических республик, входящих в состав РСФСР, утверждение конституций их, утверждение дополнений и изменений этих конституций, а также разрешение споров между автономными советскими социалистическими республиками и между ними и другими частями Федерации;
в) изменение границ РСФСР, общее административное разделение территории РСФСР и утверждение краевых и областных объединений;
г) установление, в соответствии с законодательством Союза ССР, плана всего народного хозяйства и отдельных отраслей его на территории РСФСР;
д) утверждение бюджета РСФСР, как части единого государственного бюджета СССР;
е) установление, в соответствии с Конституцией и законодательством СССР, государственных и местных налогов, сборов и неналоговых доходов, а также заключение внешних и внутренних займов РСФСР;
ж) верховный контроль над государственными доходами и расходами РСФСР;
з) утверждение кодексов законов РСФСР, в соответствии с Конституцией СССР;
и) отмена и изменение постановлений съездов советов АССР и автономных областей, а также других местных съездов советов, нарушающих Конституцию или постановления верховных органов РСФСР;
к) отмена постановлений съездов советов АССР и автономных областей, а также других местных съездов советов, нарушающих Конституцию или постановления верховных органов РСФСР.

### Всероссийский центральный исполнительный комитет
Высший законодательный, распорядительный и контролирующий орган государственной власти РСФСР. Избирался Всероссийским съездом Советов и действовал в периоды между съездами.

#### Председатели ВЦИК РСФСР
- Каменев, Лев Борисович (27 октября (9 ноября) 1917 — 8 [21] ноября 1917)
- Свердлов, Яков Михайлович (8 [21] ноября 1917 — 16 марта 1919)
- Владимирский, Михаил Фёдорович (16 марта 1919 — 30 марта 1919) (и. о.)
- Калинин, Михаил Иванович (30 марта 1919 — 15 июля 1938)

### Верховный Совет РСФСР
После принятия Конституции РСФСР 1937 года Всероссийский съезд Советов и ВЦИК были упразднены, а новым высшим органом власти республики стал Верховный Совет РСФСР.
По Конституции 1937 года его компетенция была ограничена («Верховный Совет РСФСР осуществляет все права, присвоенные РСФСР согласно статей 13 и 19 Конституции РСФСР, поскольку они не входят, в силу Конституции, в компетенцию подотчётных Верховному Совету РСФСР органов РСФСР: Президиума Верховного Совета РСФСР, Совета Народных Комиссаров (Министров) РСФСР и Народных Комиссариатов (Министерств) РСФСР»), но вместе с тем устанавливалось, что Верховный Совет является единственным законодательным органом РСФСР. Статья 25 Конституции устанавливала, что Верховный Совет РСФСР избирается гражданами РСФСР по избирательным округам сроком на 4 года по норме: один депутат на 150 тысяч населения, что было отличием от прежней Конституции: ранее высшие органы Советской власти РСФСР избирались не гражданами страны, а нижестоящими съездами Советов. Численный состав ВС по Конституции 1937 года был динамическим.
По Конституции 1978 года ВС РСФСР стал правомочен решать любой вопрос, отнесённый к ведению РСФСР; к его исключительной компетенции относилось: принятие Конституции РСФСР, внесение в неё изменений; представление на утверждение Верховного Совета СССР образования новых автономных республик и автономных областей в составе РСФСР; утверждение государственных планов экономического и социального развития РСФСР, государственного бюджета РСФСР и отчётов об их выполнении; образование подотчётных ему органов.
После конституционной реформы 1989 года прежде однопалатный ВС РСФСР стал двухпалатным (состоявшим из Совета Республики и Совета Национальностей) и, в отличие от всех союзных и подавляющего большинства автономных республик, стал формироваться путём косвенных выборов (Съездом народных депутатов, причём предусматривалась ежегодная ротация части состава парламента по установленной Съездом норме); соответствующие изменения были внесены и в компетенцию Верховного Совета (из которой, в частности, было изъято право принятия и изменения Конституции). В таком виде Верховный Совет России действовал всего один созыв (XII), с момента избрания 11 июня 1990 года и вплоть до разгона законодательных учреждений Российской Федерации 4 октября 1993 года.

#### Председатели Верховного Совета РСФСР
- Жданов, Андрей Александрович (15 июля 1938 — 20 июня 1947)
- Тарасов, Михаил Петрович (20 июня 1947 — 14 марта 1951)
- Соловьёв, Леонид Николаевич (14 марта 1951 — 23 марта 1955)
- Горошкин, Иван Васильевич (23 марта 1955 — 15 апреля 1959)
- Прохоров, Василий Ильич (15 апреля 1959 — 4 апреля 1963)
- Крестьянинов, Василий Иванович (4 апреля 1963 — 11 апреля 1967)
- Миллионщиков, Михаил Дмитриевич (11 апреля 1967 — 27 мая 1973)
- Котельников, Владимир Александрович (30 июля 1973 — 25 марта 1980)
- Грибачёв, Николай Матвеевич (25 марта 1980 — 16 мая 1990)
- Ельцин, Борис Николаевич (29 мая 1990 — 10 июля 1991)

##### Председатель Верховного Совета РСФСР — Российской Федерации
- Хасбулатов, Руслан Имранович (29 октября 1991 — 4 октября 1993)

#### Председатели Президиума Верховного Совета РСФСР
- Бадаев, Алексей Егорович (19 июля 1938 — 4 марта 1944)
- Власов, Иван Алексеевич (9 апреля 1943 — 4 марта 1944, и. о.)
- Шверник, Николай Михайлович (4 марта 1944 — 25 июня 1946)
- Власов, Иван Алексеевич (25 июня 1946 — 7 июля 1950)
- Тарасов, Михаил Петрович (7 июля 1950 — 16 апреля 1959)
- Игнатов, Николай Григорьевич (16 апреля 1959 — 26 ноября 1959)
- Органов, Николай Николаевич (26 ноября 1959 — 20 декабря 1962)
- Игнатов, Николай Григорьевич (20 декабря 1962 — 14 ноября 1966)
- 14 ноября — 23 декабря 1966 должность вакантна (обязанности исполняют заместители председателя Ахазов, Тимофей Аркадьевич и Сысоев, Пётр Петрович)
- Яснов, Михаил Алексеевич (23 декабря 1966 — 26 марта 1985)
- Орлов, Владимир Павлович (26 марта 1985 — 3 октября 1988)
- Воротников, Виталий Иванович (3 октября 1988 — 29 мая 1990)

### Съезд народных депутатов РСФСР
Учреждён в 1989 году как всенародно избираемый верховный орган государственной власти. Как и Верховный Совет (по конституции в редакции 1978 года), Съезд был правомочен решать любой вопрос, отнесённый к ведению РСФСР, при этом в его исключительную компетенцию входило: избрание Верховного Совета и его Председателя, принятие Конституции и поправок к ней, утверждение Председателя Совмина РСФСР и Генерального прокурора республики, избрание Конституционного Суда, а также ряд других вопросов.
В соответствии с Конституцией Съезд избирался в составе 1068 народных депутатов РСФСР: 900 — по территориальным округам пропорционально численности населения; 168 — по национально-территориальным округам: по 4 от 16 автономных республик (64), по 2 от 5 автономных областей (10), по 1 от 10 автономных округов (10), 84 от краёв, областей, городов Москвы и Ленинграда.

### Президент РСФСР
Высшее должностное лицо РСФСР, избираемое прямым всенародным голосованием сроком на пять лет.
Пост был учреждён по итогам всероссийского референдума, прошедшего 17 марта 1991 года. Президентом РСФСР был избран на выборах 12 июня 1991 года Б. Н. Ельцин. Президентом РСФСР мог быть избран только гражданин РСФСР не моложе 35 и не старше 65 лет, обладающий избирательным правом, при этом он не мог занимать никакие другие должности в государственных, коммерческих и общественных органах и организациях, быть народным депутатом (как РСФСР так и любого вышестоящего либо нижестоящего Совета), заниматься предпринимательской деятельностью. Одно и то же лицо не могло быть Президентом РСФСР более двух сроков подряд.
Полномочия президента РСФСР первоначально исходили из того, что РСФСР является союзной республикой СССР. Так, пункт 11 статьи 1217 устанавливал, что президент РСФСР «…от имени РСФСР участвует в обеспечении государственной и общественной безопасности Союза ССР». Помимо этого было специально оговорено, что президент РСФСР не имеет права роспуска либо приостановления деятельности Съезда народных депутатов РСФСР, Верховного Совета РСФСР.
Президент на основании законов РСФСР и решений законодательных органов РСФСР (Съезда и ВС) издавал указы, обязательные для исполнения на всей территории РСФСР. Президент РСФСР обладал правом приостанавливать действия актов главы исполнительной власти (президента) республики в составе РСФСР, а также решения других органов исполнительной власти на территории РСФСР, если они противоречат Конституции РСФСР и законам РСФСР.
В соответствии со статьёй 12110 Конституции РСФСР президент мог быть отрешён от должности в случае нарушения Конституции РСФСР, законов РСФСР, а также данной им присяги. Такое решение могло быть принято Съездом народных депутатов РСФСР на основании заключения Конституционного Суда РСФСР большинством в две трети голосов от общего числа народных депутатов РСФСР по инициативе Съезда народных депутатов РСФСР, Верховного Совета РСФСР или одной из его палат.
В случае отрешения президента от должности, отставки президента, невозможности дальнейшего осуществления им своих полномочий, а также в случае смерти президента полномочия президента РСФСР переходили к вице-президенту РСФСР.
При учреждении поста президента РСФСР была введена особая норма (статья 1216), предусматривающая, что полномочия президента РСФСР не могут быть использованы для изменения национально-государственного устройства РСФСР, роспуска либо приостановления деятельности любых законно избранных органов государственной власти. После дополнения в декабре 1992 года по предложению народного депутата РФ (РСФСР) от Костромской области Олега Плотникова («… в противном случае они прекращаются немедленно») фактически был установлен альтернативный (хотя и весьма неопределённый) механизм прекращения полномочий президента, что впоследствии сыграло ключевую роль в событиях сентября—октября 1993 года.

#### Вице-президент РСФСР
- Александр Руцкой (с 10 июля 1991 года по 1993 год), с 25 декабря 1991 года и до его упразднения в 1993 году пост именовался «Вице-президент Российской Федерации»

### Правительство РСФСР
Возникло как Совет Народных Комиссаров Российской Советской Республики
- В 1918 году стало называться Советом Народных Комиссаров РСФСР
- В марте 1946 года преобразован в Совет Министров РСФСР
- В ноябре 1991 года для осуществления радикальной экономической реформы Совет Министров был реорганизован в Правительство РСФСР[65], которое возглавил президент Б. Н. Ельцин[66]. В связи с реорганизацией исполнительной власти в период с 6 ноября по 15 ноября 1991 г. в РСФСР формально сосуществовало два органа: Совет Министров РСФСР и Правительство РСФСР[67]. С принятием отставки Совета Министров РСФСР постановлением Верховного Совета РСФСР от 15 ноября 1991 г. Совет Министров РСФСР прекратил свою деятельность[68]. До 14 декабря 1992 года Совет Министров не формировался и его председатель не назначался.

#### Председатели Совета народных комиссаров РСФСР
- Ленин, Владимир Ильич (27 октября (9 ноября) — 21 января 1924)
- Рыков, Алексей Иванович (2 февраля 1924 — 18 мая 1929)
- Сырцов, Сергей Иванович (18 мая 1929 — 3 ноября 1930)
- Сулимов, Даниил Егорович (3 ноября 1930 — 22 июля 1937)
- Булганин, Николай Александрович (22 июля 1937 — 17 сентября 1938)
- Вахрушев, Василий Васильевич (29 июля 1939 — 2 июня 1940)
- Хохлов, Иван Сергеевич (2 июня 1940 — 23 июня 1943)
- Памфилов, Константин Дмитриевич (и. о. с 5 мая 1942 по 2 мая 1943)[69]
- Косыгин, Алексей Николаевич (23 июня 1943 — 23 марта 1946)

#### Председатели Совета Министров (Правительства) РСФСР — РФ
- Родионов, Михаил Иванович (23 марта 1946 — 9 марта 1949)
- Черноусов, Борис Николаевич (9 марта 1949 — 20 октября 1952)
- Пузанов, Александр Михайлович (20 октября 1952 — 24 января 1956)
- Яснов, Михаил Алексеевич (24 января 1956 — 19 декабря 1957)
- Козлов, Фрол Романович (19 декабря 1957 — 31 марта 1958)
- Полянский, Дмитрий Степанович (31 марта 1958 — 23 ноября 1962)
- Воронов, Геннадий Иванович (23 ноября 1962 — 23 июля 1971)
- Соломенцев, Михаил Сергеевич (28 июля 1971 — 24 июня 1983)
- Воротников, Виталий Иванович (24 июня 1983 — 3 октября 1988)
- Власов, Александр Владимирович (3 октября 1988 — 15 июня 1990)
- Силаев, Иван Степанович (18 июня 1990[70] — 26 сентября 1991)
- Лобов, Олег Иванович (26 сентября — 15 ноября 1991, фактически и. о.)
- Ельцин, Борис Николаевич (6 ноября 1991 — 15 июня 1992, возглавлял правительство как президент)
- Гайдар, Егор Тимурович (15 июня 1992 — 14 декабря 1992, исполняющий обязанности председателя Правительства Российской Федерации)
- Черномырдин, Виктор Степанович (14 декабря 1992[71][72] — 25 декабря 1993, продолжил полномочия после конституционной реформы 1993 года)

## Экономика
В первые годы существования Советской России (1918—1921) отправной точкой экономической деятельности государства стала доктрина военного коммунизма. В марте 1921 года на X съезде РКП(б) задачи политики «военного коммунизма» были признаны руководством страны выполненными и по предложению В. И. Ленина была введена новая экономическая политика.
После образования Советского Союза экономика РСФСР стала неотъемлемой частью экономики СССР. Экономическая программа РСФСР (НЭП) была продолжена во всех союзных республиках. Пришедший на смену ГОЭЛРО Госплан (Государственная общеплановая комиссия) РСФСР, был преобразован в Госплан СССР. Его ранней задачей была разработка единого общегосударственного хозяйственного плана на основе плана электрификации и общее наблюдение за осуществлением этого плана.
В отличие от предыдущих российских конституций, в Конституции 1978 года описанию экономической системы РСФСР была посвящена целая глава (глава вторая), где давалось определение видов собственности и указывались цели экономических задач государства.
Как отмечает чл.-корр. РАН В. И. Суслов, принимавший участие в масштабных исследованиях взаимосвязей экономик республик СССР и РСФСР в позднесоветское время: «Очень велика была степень неэквивалентности экономического обмена, и проигрывающей стороной всегда была Россия. Продукт, созданный Россией, в значительной мере поддерживал потребление других союзных республик».

## Административно-территориальное деление и население РСФСР
| единица                                        | территория, тыс. км² | население, тыс. чел. (1967) | население, (1970) | население, (1979) | население, (1989) | кол-во городов | кол-во пгт | адм. центр               |
| ---------------------------------------------- | -------------------- | --------------------------- | ----------------- | ----------------- | ----------------- | -------------- | ---------- | ------------------------ |
| Алтайский край                                 | 261,7                | 2747                        | 2670              | 2686              | 2822              |                |            | Барнаул                  |
| * в том числе Горно-Алтайская АО               | 92,6                 | 169                         | 168               | 172               |                   |                |            | Горно-Алтайск            |
| Краснодарский край                             | 83,6                 | 4273                        | 4510              | 4744              | 5053              |                |            | Краснодар                |
| * в том числе Адыгейская АО                    | 7,6                  | 366                         | 386               | 404               |                   |                |            | Майкоп                   |
| Красноярский край                              | 2401,6               | 2925                        | 2962              | 3199              | 3605              |                |            | Красноярск               |
| * в том числе Таймырский (Долгано-Ненецкий) АО | 862,1                | 36                          | 38                | 45                |                   |                |            | Дудинка                  |
| * в том числе Хакасская АО                     | 61,9                 | 462                         | 446               | 498               |                   |                |            | Абакан                   |
| * в том числе Эвенкийский АО                   | 767,6                | 12                          | 13                | 16                |                   |                |            | Тура                     |
| Приморский край                                | 165,9                | 1641                        | 1721              | 1977              | 2256              |                |            | Владивосток              |
| Ставропольский край                            | 80,6                 | 2177                        | 2306              | 2497              | 2825              |                |            | Ставрополь               |
| * в том числе Карачаево-Черкесская АО          | 14,1                 | 330                         |                   |                   |                   |                |            | Черкесск                 |
| Хабаровский край                               | 824,6                | 1317                        | 1346              | 1558              | 1812              |                |            | Хабаровск                |
| * в том числе Еврейская АО                     | 36,0                 | 174                         | 172               | 189               |                   |                |            | Биробиджан               |
| Амурская область                               | 363,7                | 781                         | 793               | 936               | 1050              |                |            | Благовещенск             |
| Архангельская область                          | 587,4                | 1401                        | 1401              | 1466              | 1570              |                |            | Архангельск              |
| * в том числе Ненецкий АО                      | 176,7                | 37                          | 39                | 47                | 54                |                |            | Нарьян-Мар               |
| Астраханская область                           | 44,1                 | 811                         | 867               | 915               | 992               |                |            | Астрахань                |
| Белгородская область                           | 27,1                 | 1248                        | 1261              | 1308              | 1378              |                |            | Белгород                 |
| Брянская область                               | 34,9                 | 1573                        | 1582              | 1509              | 1470              |                |            | Брянск                   |
| Владимирская область                           | 29,0                 | 1496                        | 1511              | 1586              | 1649              |                |            | Владимир                 |
| Волгоградская область                          | 114,1                | 2201                        | 2323              | 2478              | 2593              |                |            | Волгоград                |
| Вологодская область                            | 145,7                | 1307                        | 1296              | 1309              | 1349              |                |            | Вологда                  |
| Воронежская область                            | 52,4                 | 2495                        | 2527              | 2483              | 2467              |                |            | Воронеж                  |
| Горьковская область                            | 74,8                 | 3673                        | 3682              | 3712              | 3720              |                |            | Горький                  |
| Ивановская область                             | 23,9                 | 1352                        | 1339              | 1324              | 1314              |                |            | Иваново                  |
| Иркутская область                              | 767,9                | 2267                        | 2313              | 2558              | 2825              |                |            | Иркутск                  |
| * в том числе Усть-Ордынский Бурятский АО      | 22,1                 | 154                         | 146               | 132               |                   |                |            | Усть-Ордынский           |
| Калининградская область                        | 15,1                 | 693                         | 732               | 808               | 871               |                |            | Калининград              |
| Калининская область                            | 84,2                 | 1726                        | 1717              | 1659              | 1663              |                |            | Калинин                  |
| Калужская область                              | 29,9                 | 964                         | 995               | 1008              | 1064              |                |            | Калуга                   |
| Камчатская область                             | 472,3                | 268                         | 288               | 384               | 472               |                |            | Петропавловск-Камчатский |
| * в том числе Корякский АО                     | 301,5                | 37                          | 31                | 35                |                   |                |            | Палана                   |
| Кемеровская область                            | 95,5                 | 3017                        | 2919              | 2958              | 3171              |                |            | Кемерово                 |
| Кировская область                              | 120,7                | 1762                        | 1727              | 1667              | 1694              |                |            | Киров                    |
| Костромская область                            | 60,2                 | 864                         | 871               | 802               | 804               |                |            | Кострома                 |
| Куйбышевская область                           | 53,6                 | 2602                        | 2751              | 3094              | 3263              |                |            | Куйбышев                 |
| Курганская область                             | 71,0                 | 1082                        | 1086              | 1080              | 1104              |                |            | Курган                   |
| Курская область                                | 29,8                 | 1492                        | 1474              | 1395              | 1335              |                |            | Курск                    |
| Ленинградская область                          | 85,9                 | 5072                        | 5385              | 6081              | 6644              |                |            | Ленинград                |
| Липецкая область                               | 24,1                 | 1221                        | 1224              | 1227              | 1230              |                |            | Липецк                   |
| Магаданская область                            | 1199,1               | 327                         | 352               | 477               | 556               |                |            | Магадан                  |
| * в том числе Чукотский АО                     | 737,7                | 89                          | 101               | 140               |                   |                |            | Анадырь                  |
| Московская область                             | 47,0                 | 11879                       | 12836             | 14266             | 15522             |                |            | Москва                   |
| Мурманская область                             | 144,9                | 727                         | 800               | 978               | 1165              |                |            | Мурманск                 |
| Новгородская область                           | 55,3                 | 726                         | 721               | 722               | 752               |                |            | Новгород                 |
| Новосибирская область                          | 178,2                | 2469                        | 2505              | 2620              | 2779              |                |            | Новосибирск              |
| Омская область                                 | 139,5                | 1823                        | 1824              | 1957              | 2142              |                |            | Омск                     |
| Оренбургская область                           | 124,0                | 2057                        | 2050              | 2088              | 2171              |                |            | Оренбург                 |
| Орловская область                              | 24,7                 | 937                         | 931               | 895               | 889               |                |            | Орёл                     |
| Пензенская область                             | 43,2                 | 1534                        | 1536              | 1510              | 1505              |                |            | Пенза                    |
| Пермская область                               | 160,7                | 3088                        | 3023              | 3008              | 3091              |                |            | Пермь                    |
| * в том числе Коми-Пермяцкий АО                | 32,9                 | 215                         | 212               | 172               |                   |                |            | Кудымкар                 |
| Псковская область                              | 55,3                 | 870                         | 875               | 851               | 845               |                |            | Псков                    |
| Ростовская область                             | 100,8                | 3771                        | 3831              | 4079              | 4292              |                |            | Ростов-на-Дону           |
| Рязанская область                              | 39,6                 | 1439                        | 1412              | 1366              | 1348              |                |            | Рязань                   |
| Саратовская область                            | 100,2                | 2412                        | 2454              | 2563              | 2684              |                |            | Саратов                  |
| Сахалинская область                            | 87,1                 | 637                         | 616               | 662               | 710               |                |            | Южно-Сахалинск           |
| Свердловская область                           | 194,7                | 4354                        | 4320              | 4455              | 4707              |                |            | Свердловск               |
| Смоленская область                             | 49,8                 | 1100                        | 1106              | 1116              | 1154              |                |            | Смоленск                 |
| Тамбовская область                             | 34,3                 | 1523                        | 1512              | 1393              | 1322              |                |            | Тамбов                   |
| Томская область                                | 316,9                | 785                         | 786               | 867               | 1002              |                |            | Томск                    |
| Тульская область                               | 25,7                 | 1966                        | 1952              | 1908              | 1861              |                |            | Тула                     |
| Тюменская область                              | 1435,4               | 1341                        | 1406              | 1885              | 3098              |                |            | Тюмень                   |
| * в том числе Ханты-Мансийский АО              | 523,1                | 250                         | 271               | 571               |                   |                |            | Ханты-Мансийск           |
| * в том числе Ямало-Ненецкий АО                | 750,3                | 73                          | 80                | 159               |                   |                |            | Салехард                 |
| Ульяновская область                            | 37,3                 | 1187                        | 1225              | 1268              | 1396              |                |            | Ульяновск                |
| Челябинская область                            | 87,9                 | 3286                        | 3289              | 3431              | 3618              |                |            | Челябинск                |
| Читинская область                              | 431,5                | 1092                        | 1145              | 1232              | 1375              |                |            | Чита                     |
| * в том числе Агинский Бурятский АО            | 19,0                 | 62                          | 66                | 69                |                   |                |            | Агинское                 |
| Ярославская область                            | 36,3                 | 1398                        | 1400              | 1433              | 1469              |                |            | Ярославль                |
| Башкирская АССР                                | 143,6                | 3757                        | 3818              | 3844              | 3943              |                |            | Уфа                      |
| Бурятская АССР                                 | 351,3                | 780                         | 812               | 899               | 1038              |                |            | Улан-Удэ                 |
| Дагестанская АССР                              | 50,3                 | 1361                        | 1429              | 1628              | 1802              |                |            | Махачкала                |
| Кабардино-Балкарская АССР                      | 12,5                 | 530                         | 588               | 667               | 754               |                |            | Нальчик                  |
| Калмыцкая АССР                                 | 75,9                 | 248                         | 268               | 295               | 323               |                |            | Элиста                   |
| Карельская АССР                                | 172,4                | 707                         | 713               | 732               | 790               |                |            | Петрозаводск             |
| Коми АССР                                      | 415,9                | 974                         | 965               | 1110              | 1251              |                |            | Сыктывкар                |
| Марийская АССР                                 | 23,2                 | 653                         | 685               | 704               | 749               |                |            | Йошкар-Ола               |
| Мордовская АССР                                | 26,2                 | 1014                        | 1030              | 990               | 964               |                |            | Саранск                  |
| Северо-Осетинская АССР                         | 8,0                  | 518                         | 553               | 592               | 632               |                |            | Орджоникидзе             |
| Татарская АССР                                 | 68,0                 | 3127                        | 3131              | 3445              | 3642              |                |            | Казань                   |
| Тувинская АССР                                 | 170,5                | 217                         | 231               | 268               | 309               |                |            | Кызыл                    |
| Удмуртская АССР                                | 42,1                 | 1379                        | 1418              | 1492              | 1606              |                |            | Ижевск                   |
| Чечено-Ингушская АССР                          | 19,3                 | 1033                        | 1064              | 1156              | 1270              |                |            | Грозный                  |
| Чувашская АССР                                 | 18,3                 | 1192                        | 1224              | 1299              | 1338              |                |            | Чебоксары                |
| Якутская АССР                                  | 3103,2               | 646                         | 664               | 852               | 1094              |                |            | Якутск                   |
| РСФСР                                          | 17075,4              | 126561                      | 130079            | 137410            | 147022            | 932            | 1786       | Москва                   |

| Национальность                    | Численность |
| --------------------------------- | ----------- |
| Все национальности                | 147021869   |
| Русские                           | 119865946   |
| Украинцы                          | 4362872     |
| Белорусы                          | 1206222     |
| Узбеки                            | 126899      |
| Казахи                            | 635865      |
| Грузины                           | 130688      |
| Азербайджанцы                     | 335889      |
| Литовцы                           | 70427       |
| Молдаване                         | 172671      |
| Латыши                            | 46829       |
| Киргизы                           | 41734       |
| Таджики                           | 38208       |
| Армяне                            | 532390      |
| Туркмены                          | 39739       |
| Эстонцы                           | 46390       |
| Абхазы                            | 7239        |
| Балкарцы                          | 78341       |
| Башкиры                           | 1345273     |
| Буряты                            | 417425      |
| Аварцы                            | 544016      |
| Агулы                             | 17728       |
| Даргинцы                          | 353348      |
| Кумыки                            | 277163      |
| Лакцы                             | 106245      |
| Лезгины                           | 257270      |
| Ногайцы                           | 73703       |
| Рутульцы                          | 19503       |
| Табасараны                        | 93587       |
| Цахуры                            | 6492        |
| Ингуши                            | 215068      |
| Кабардинцы                        | 386055      |
| Калмыки                           | 165821      |
| Каракалпаки                       | 6155        |
| Карелы                            | 124921      |
| Коми                              | 336309      |
| Марийцы                           | 643698      |
| Мордва                            | 1072939     |
| Осетины                           | 402275      |
| Татары                            | 5522096     |
| Тувинцы                           | 206160      |
| Удмурты                           | 714833      |
| Чеченцы                           | 898999      |
| Чуваши                            | 1773645     |
| Якуты                             | 380242      |
| Адыгейцы                          | 122908      |
| Алтайцы                           | 69409       |
| Евреи                             | 536848      |
| Карачаевцы                        | 150332      |
| Хакасы                            | 78500       |
| Черкесы                           | 50764       |
| Коми-пермяки                      | 147269      |
| Ливы                              | 64          |
| Талыши                            | 202         |
| Долганы                           | 6584        |
| Коряки                            | 8942        |
| Манси                             | 8279        |
| Ненцы                             | 34190       |
| Ханты                             | 22283       |
| Чукчи                             | 15107       |
| Эвенки                            | 29901       |
| Алеуты                            | 644         |
| Ительмены                         | 2429        |
| Кеты                              | 1084        |
| Нанайцы                           | 11883       |
| Нганасаны                         | 1262        |
| Негидальцы                        | 587         |
| Нивхи                             | 4631        |
| Ороки                             | 179         |
| Орочи                             | 883         |
| Саамы                             | 1835        |
| Селькупы                          | 3564        |
| Тофалары                          | 722         |
| Удэгейцы                          | 1902        |
| Ульчи                             | 3173        |
| Чуванцы                           | 1384        |
| Эвены                             | 17055       |
| Энцы                              | 198         |
| Эскимосы                          | 1704        |
| Юкагиры                           | 1112        |
| Абазины                           | 32983       |
| Вепсы                             | 12142       |
| Гагаузы                           | 10051       |
| Евреи горские                     | 11282       |
| Евреи грузинские                  | 1172        |
| Евреи среднеазиатские             | 1407        |
| Ижорцы                            | 449         |
| Караимы                           | 680         |
| Крымчаки                          | 338         |
| Татары крымские                   | 21275       |
| Таты                              | 19420       |
| Удины                             | 1102        |
| Цыгане                            | 152939      |
| Шорцы                             | 15745       |
| Австрийцы                         | 295         |
| Албанцы                           | 298         |
| Американцы                        | 185         |
| Англичане                         | 223         |
| Арабы                             | 2704        |
| Ассирийцы                         | 9622        |
| Афганцы                           | 858         |
| Белуджи                           | 297         |
| Болгары                           | 32785       |
| Венгры                            | 5742        |
| Вьетнамцы                         | 2142        |
| Голландцы                         | 451         |
| Греки                             | 91699       |
| Дунгане                           | 635         |
| Народы Индии и Пакистана          | 535         |
| Испанцы                           | 2054        |
| Итальянцы                         | 627         |
| Китайцы                           | 5197        |
| Корейцы                           | 107051      |
| Кубинцы                           | 1566        |
| Курды                             | 4724        |
| Немцы                             | 842295      |
| Персы                             | 2572        |
| Поляки                            | 94594       |
| Румыны                            | 5996        |
| Сербы                             | 1580        |
| Словаки                           | 711         |
| Турки                             | 9890        |
| Уйгуры                            | 2577        |
| Финны                             | 47102       |
| Французы                          | 352         |
| Монголы                           | 2117        |
| Хорваты                           | 479         |
| Чехи                              | 4375        |
| Японцы                            | 591         |
| Лица других национальностей       | 3319        |
| Лица, не указавшие национальности | 15513       |

| Годы                          | всё население, млн | городское | сельское | % горожан | % селян |
| ----------------------------- | ------------------ | --------- | -------- | --------- | ------- |
| 1897                          |                    |           |          |           |         |
| В границах Российской империи | 128,2              | 20,1      | 108,1    | 16        | 84      |
| В современных границах        | 67,5               | 9,9       | 57,6     | 15        | 85      |
| 1914                          |                    |           |          |           |         |
| В границах Российской империи | 165,7              | 30,6      | 135,1    | 18        | 82      |
| В современных границах        | 89,9               | 15,7      | 74,2     | 17        | 83      |
| 1917                          | 91,0               | 15,5      | 75,5     | 17        | 83      |
| 1926                          | 92,7               | 16,4      | 76,3     | 18        | 82      |
| 1939                          | 108,4              | 36,3      | 72,1     | 33        | 67      |
| 1970                          | 129,9              | 80,6      | 49,3     | 62        | 38      |
| 1971                          | 130,6              | 82,0      | 48,6     | 63        | 37      |
| 1972                          | 131,3              | 83,6      | 47,7     | 64        | 36      |
| 1973                          | 132,1              | 85,4      | 46,7     | 65        | 35      |
| 1974                          | 132,8              | 87,1      | 45,7     | 66        | 34      |
| 1975                          | 133,6              | 88,9      | 44,7     | 67        | 33      |
| 1976                          | 134,5              | 90,6      | 43,9     | 67        | 33      |
| 1977                          | 135,5              | 92,1      | 43,4     | 68        | 32      |
| 1978                          | 136,5              | 93,5      | 43,0     | 69        | 31      |
| 1979                          | 137,4              | 94,9      | 42,5     | 69        | 31      |
| 1980                          | 138,1              | 96,1      | 42,0     | 70        | 30      |
| 1981                          | 138,8              | 97,3      | 41,5     | 70        | 30      |
| 1982                          | 139,6              | 98,5      | 41,1     | 71        | 29      |
| 1983                          | 140,5              | 99,9      | 40,6     | 71        | 29      |
| 1984                          | 141,6              | 101,2     | 40,4     | 71        | 29      |
| 1985                          | 142,5              | 102,4     | 40,1     | 72        | 28      |
| 1986                          | 143,6              | 103,7     | 39,9     | 72        | 28      |
| 1987                          | 144,8              | 105,2     | 39,6     | 73        | 27      |
| 1988                          | 146,0              | 106,7     | 39,3     | 73        | 27      |
| 1989                          | 147,0              | 108,0     | 39,0     | 73        | 27      |
| 1990                          | 147,7              | 108,8     | 38,9     | 74        | 26      |
| 1991                          | 148,3              | 109,4     | 38,9     | 74        | 26      |

## Символика РСФСР

### Государственные символы РСФСР

#### Государственный герб РСФСР

Герб РСФСР (1918—1920)
Герб РСФСР (1920—1978)
Герб РСФСР (1978—1992).
Герб Российской Федерации (1992—1993)

Герб РСФСР впервые был описан в Конституции РСФСР 1918 года: «Герб Российской Социалистической Федеративной Советской Республики состоит из изображений на красном фоне в лучах солнца золотых серпа и молота, помещённых крест-накрест рукоятками книзу, окружённых венцом из колосьев и с надписью: „Российская Социалистическая Федеративная Советская Республика“ и „Пролетарии всех стран, соединяйтесь!“». В 1978 году в его описание была добавлена красная звезда.
16 мая 1992 года в связи с переименованием республики надпись «РСФСР» была заменена на «Российская Федерация». В этом виде герб просуществовал до 6 декабря 1993 года, когда вступил в силу указ президента России Бориса Ельцина от 30 ноября 1993 года об утверждении современного герба России.

#### Государственный флаг РСФСР

Флаг РСФСР (1918—1937[78])
Флаг торгфлота РСФСР (1920—1923/1924[78])
Флаг РСФСР (1937—1954)
Флаг РСФСР (1954—1991)
Национальный флаг РСФСР с 24 августа 1991 года, государственный флаг РСФСР с 1 ноября 1991 года

### Почтовые и денежные знаки

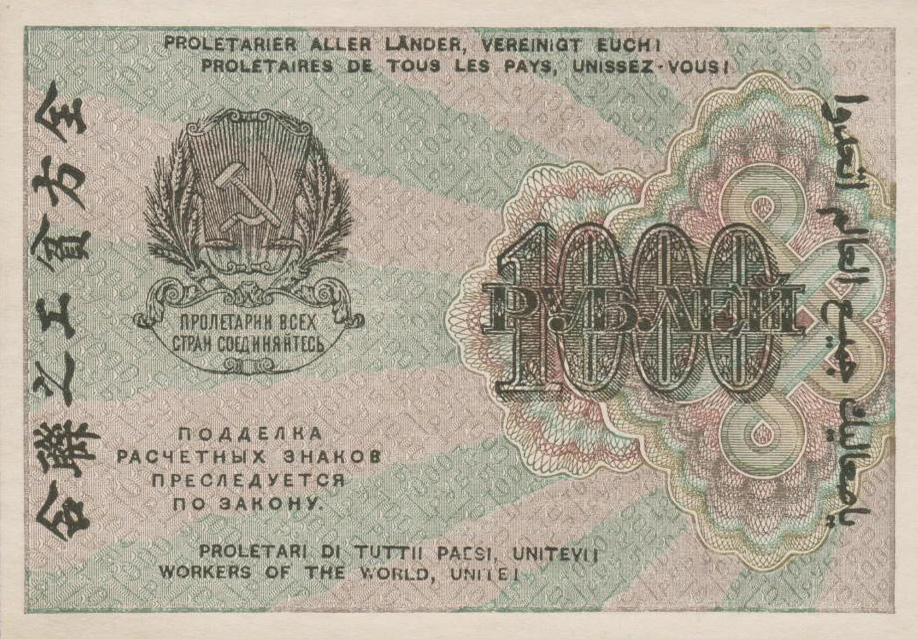
1000 рублей РСФСР 1919 с надписями на разных языках мира. Реверс
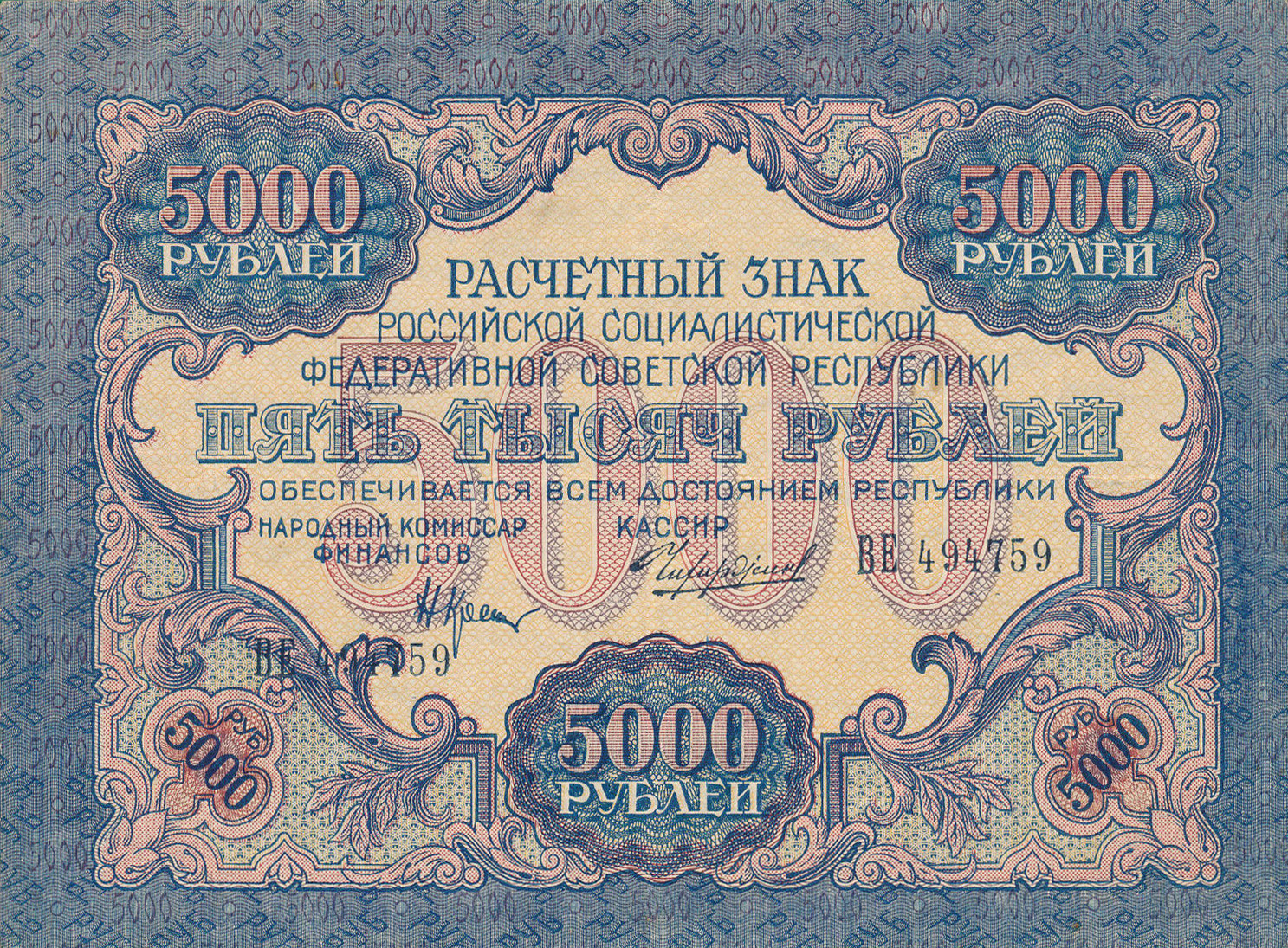
5 000 рублей РСФСР 1919. Аверс
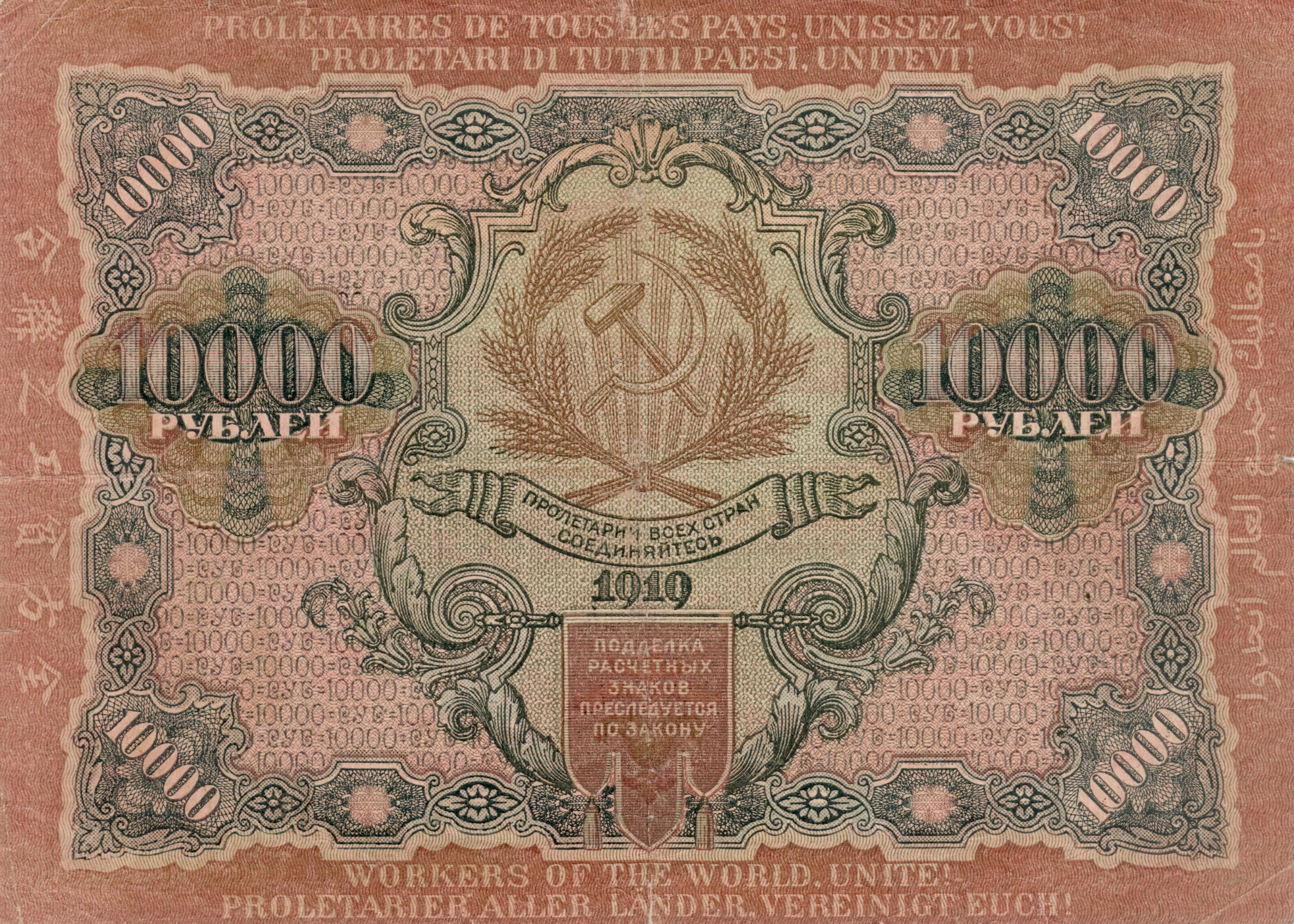
10 000 рублей РСФСР 1919. Реверс
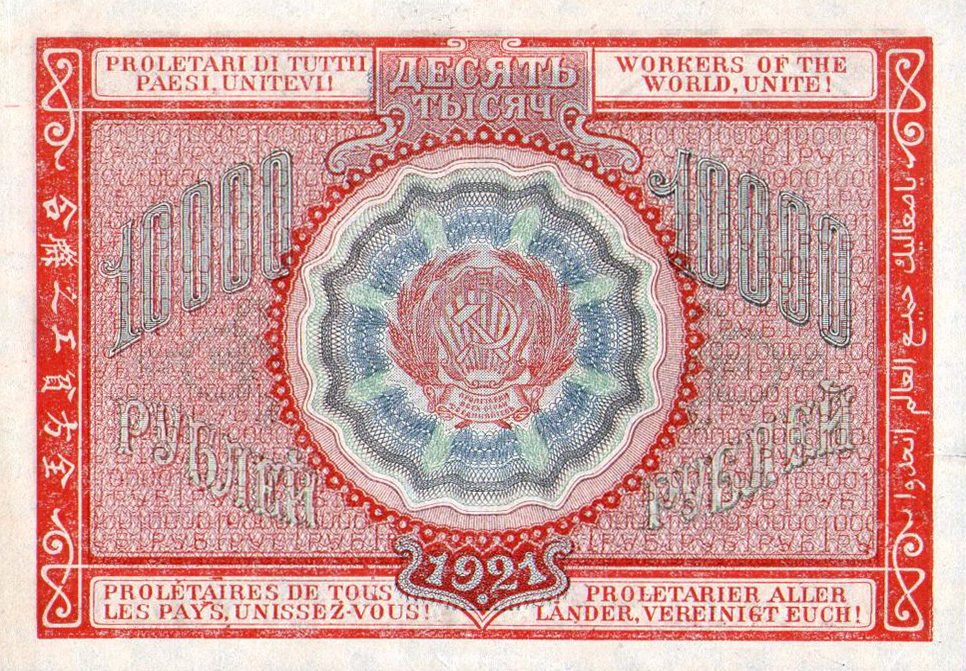
10 000 рублей РСФСР 1921. Реверс
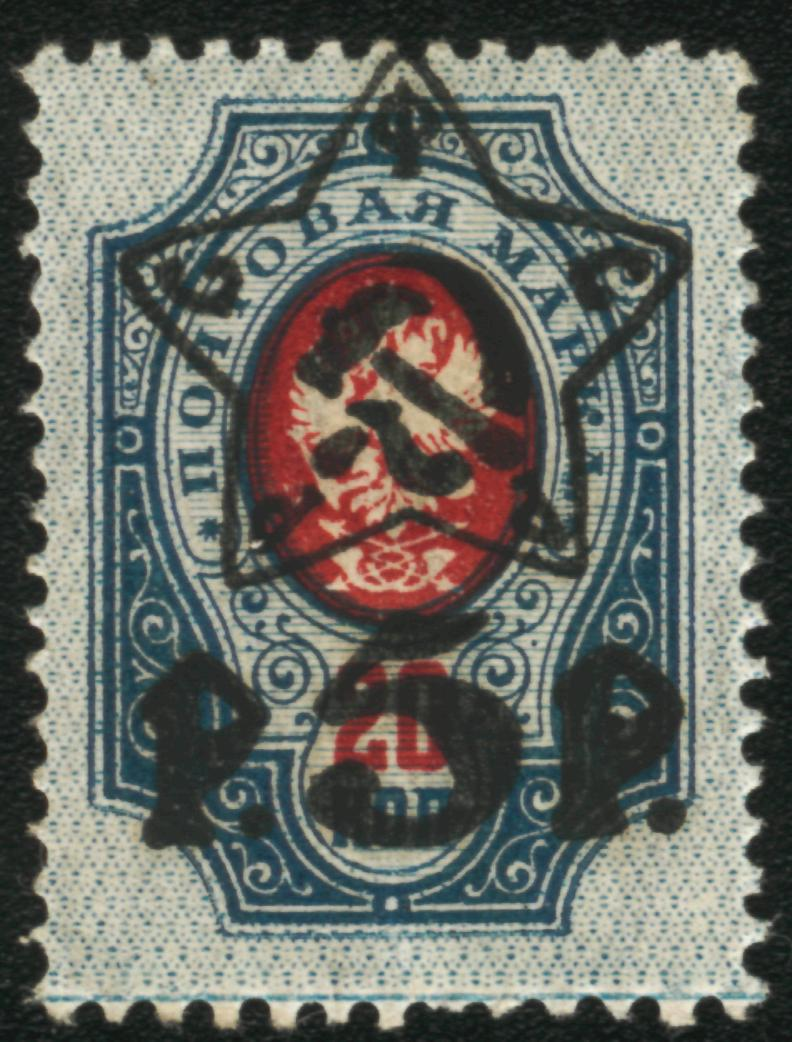
Почтовая марка РСФСР, февраль 1923
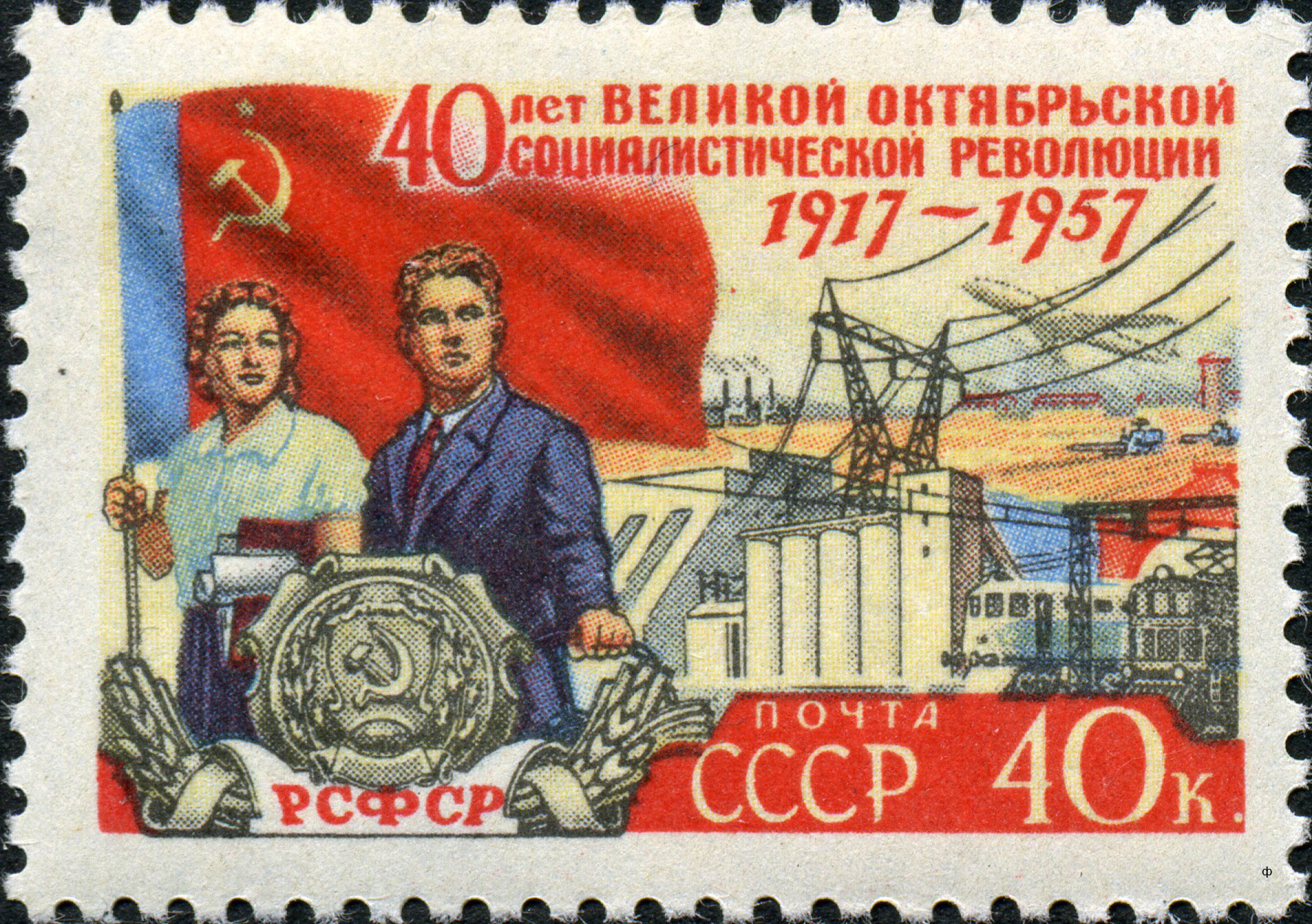
Почтовая марка 1957 года
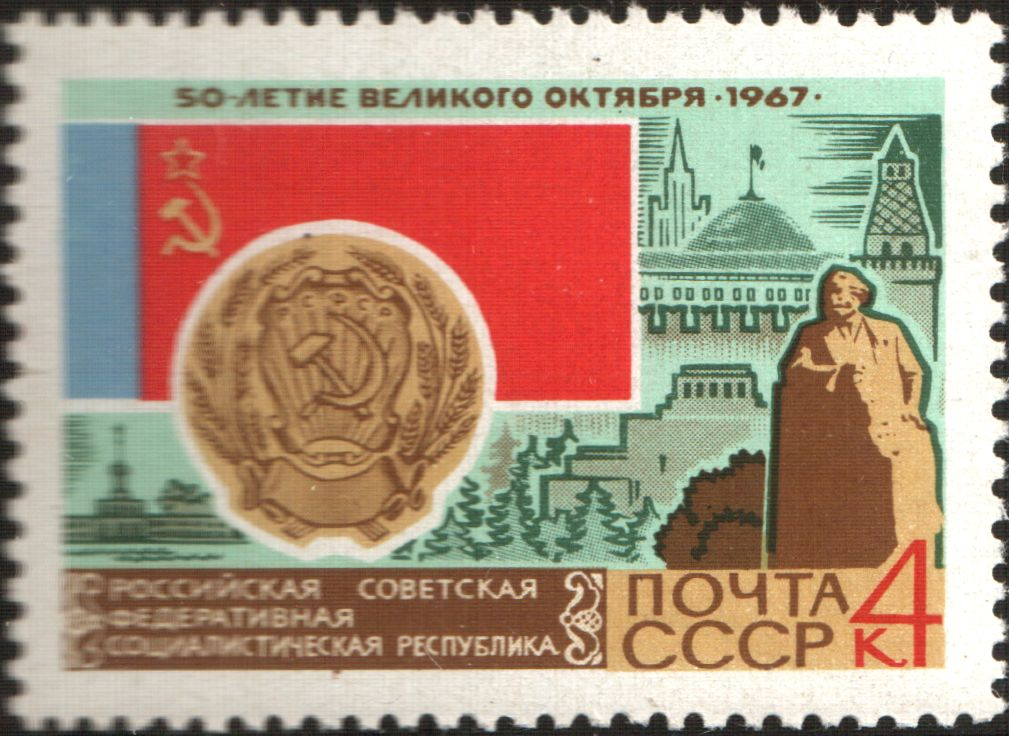
Почтовая марка 1967 год

## Безработица
Регистрация безработных не производилась с начала 1930-х. Статистика по безработице возобновилась в 1991 году.